# Johann Heinrich Cotta
Johann Heinrich Cotta (30 de octubre de 1763 - 25 de octubre de 1844) fue un selvicultor alemán, natural de Kleine Zillbach, Wasungen, Turingia. Fue el padre del geólogo Bernhard von Cotta (1808-1879).
Cotta inicialmente aprendió selvicultura de su progenitor, y de 1784 a 1785 estudió matemática, ciencias naturales y economía en la Universidad de Jena. Más tarde returnó a Zillbach, donde enseñó forestales con su padre. 
En 1801 se convirtió en miembro de la selvicultura en la universidad de Eisenach, mientras continuaba su trabajo en Zillbach. Durante ese tiempo su reputación creció y en 1810 fue nombrado director del Forstvermessung und Taxation (Medición y Valoración de los bosques) por Federico Augusto I de Sajonia. 
En 1811 estableció una Escuela de Selvicultura en Tharandt, cerca de Dresde, junto con su arboreto histórico que aún existe (el "Forstbotanischer Garten Tharandt" (Jardín botánico Tharandt"), y más tarde sería conocido como la Real Academia de Selvicultura de Sajonia. La escuela atrajo a estudiantes de toda Europa, y en 1813 fue visitada Tharandt por Johann Wolfgang von Goethe. En 1841 Cotta recibió un premio por el zar Nicolás I de Rusia en reconocimiento por su obra en Tharandt. 
Cotta fue un pionero de la selvicultura moderna, y fue un catalizador en la transición de la producción de madera con la silvicultura como una disciplina científica. Estuvo interesado en todos los aspectos de la actividad forestal, incluyendo estudios con siembra a largo plazo, el establecimiento de áreas forestales y la tala de árboles sobre bases prácticas matemáticas. Sus metodologías se basaron en procesos geométricos forestales, donde se hicieron cálculos de la masa de la madera de los árboles individuales, así como el rendimiento de toda la región boscosa. Por medio de esos cálculos podrían ser evaluados y estimados el valor monetario de un bosque. En 1804, Cotta fue el primero en sugerir el concepto de "tabla de volúmenes", que fue un gráfico que se introdujo décadas más tarde para ayudar en la estimación de volumen de madera en pie.
En 1843 fue profesor del ingeniero de montes español Agustín Pascual González.
Cotta también tuvo un gran interés en geología y en fósiles, y en su carrera acumuló una impresionante colección de fósiles zoológicos y botánicos. Hoy en día las piezas de esta colección se conservan en el "Instituto de Paleontología", de la Universidad Humboldt de Berlín , en el Museo de Historia natural en Chemnitz, en la "Academia de Minas de Freiberg, Sajonia, en las "Colecciones Estatales de Historia Natural de Dresde, y en el Museo de Historia Natural de Londres.

## Algunas publicaciones
- Systematische Anleitung zur Taxation der Waldungen (Guía Sistemática para la Evaluación de los Bosques), Berlín 1804
- Naturbeobachtungen über die Bewegung und Funktion des Saftes in den Gewächsen, mit vorzüglicher Hinsicht auf Holzpflanzen (Observaciones de la naturaleza sobre el movimiento y la función de la savia en las plantas, etc), Weimar 1806
- Grundriß zu einem System der Forstwissenschaft (Esquema sobre el Sistema de Ciencias Forestales), 1813
- Tafeln zur Bestimmung des Inhalts und Wertes unverarbeiteter Hölzer (Tablas para determinar el contenido y valor de la madera sin transformar), Dresde (1816 a 1897, diecisiete ediciones)
- Anweisung zum Waldbau (Instrucción acerca del sector forestal), Dresde 1817
- Die Verbindung des Feldbaues mit dem Waldbau oder die Baumfeldwirtschaft (La combinación de la agricultura con la silvicultura o la economía cuadro de árbol), Dresde 1819-1822
- Anweisung zur Forsteinrichtung und Abschätzung (Instrucciones para el Establecimiento de Bosques y Evaluación), Dresde 1820
- Grundriß der Forstwissenschaft (Esquema en Ciencias Forestales), Dresde & Leipzig 1832
- Der Kammerbühl nach wiederholten Untersuchungen aufs neue beschrieben (La repetición de Hurka después de las pruebas descritas), Dresde 1833